# Walterswil BE
| BE ist das Kürzel für den Kanton Bern in der Schweiz. Es wird verwendet, um Verwechslungen mit anderen Einträgen des Namens Walterswil zu vermeiden. |

Walterswil ist eine politische Gemeinde im Verwaltungskreis Oberaargau des Kantons Bern in der Schweiz.

## Geographie
Die Gemeinde besteht aus den Ortschaften Walterswil, Mühleweg und Schmidigen. Walterswil kann geografisch dem Emmental und dem Oberaargau zugeordnet werden.

## Geschichte
Der Ortsname wird auf einen Alamannen namens «Walthari» zurückgeführt. Die älteste erhaltene Urkunde mit Nennung der Gemeinde als «Walterswyle» ist auf 1139 datiert. 1798 wurde Walterswil eine eigene Munizipalität. Heute wohnen knapp 600 Einwohner in der Gemeinde. Rund 50 Familien leben haupt- und nebenberuflich von der Landwirtschaft.

## Bevölkerung
| Bevölkerungsentwicklung | Bevölkerungsentwicklung | Bevölkerungsentwicklung | Bevölkerungsentwicklung | Bevölkerungsentwicklung | Bevölkerungsentwicklung | Bevölkerungsentwicklung | Bevölkerungsentwicklung | Bevölkerungsentwicklung | Bevölkerungsentwicklung | Bevölkerungsentwicklung | Bevölkerungsentwicklung | Bevölkerungsentwicklung |
| ----------------------- | ----------------------- | ----------------------- | ----------------------- | ----------------------- | ----------------------- | ----------------------- | ----------------------- | ----------------------- | ----------------------- | ----------------------- | ----------------------- | ----------------------- |
| Jahr                    | 1850                    | 1880                    | 1900                    | 1930                    | 1950                    | 1960                    | 1970                    | 1980                    | 1990                    | 2000                    | 2010                    | 2015                    |
| Einwohner               | 850                     | 803                     | 845                     | 727                     | 657                     | 600                     | 611                     | 586                     | 536                     | 546                     | 540                     | 524                     |

## Bilder

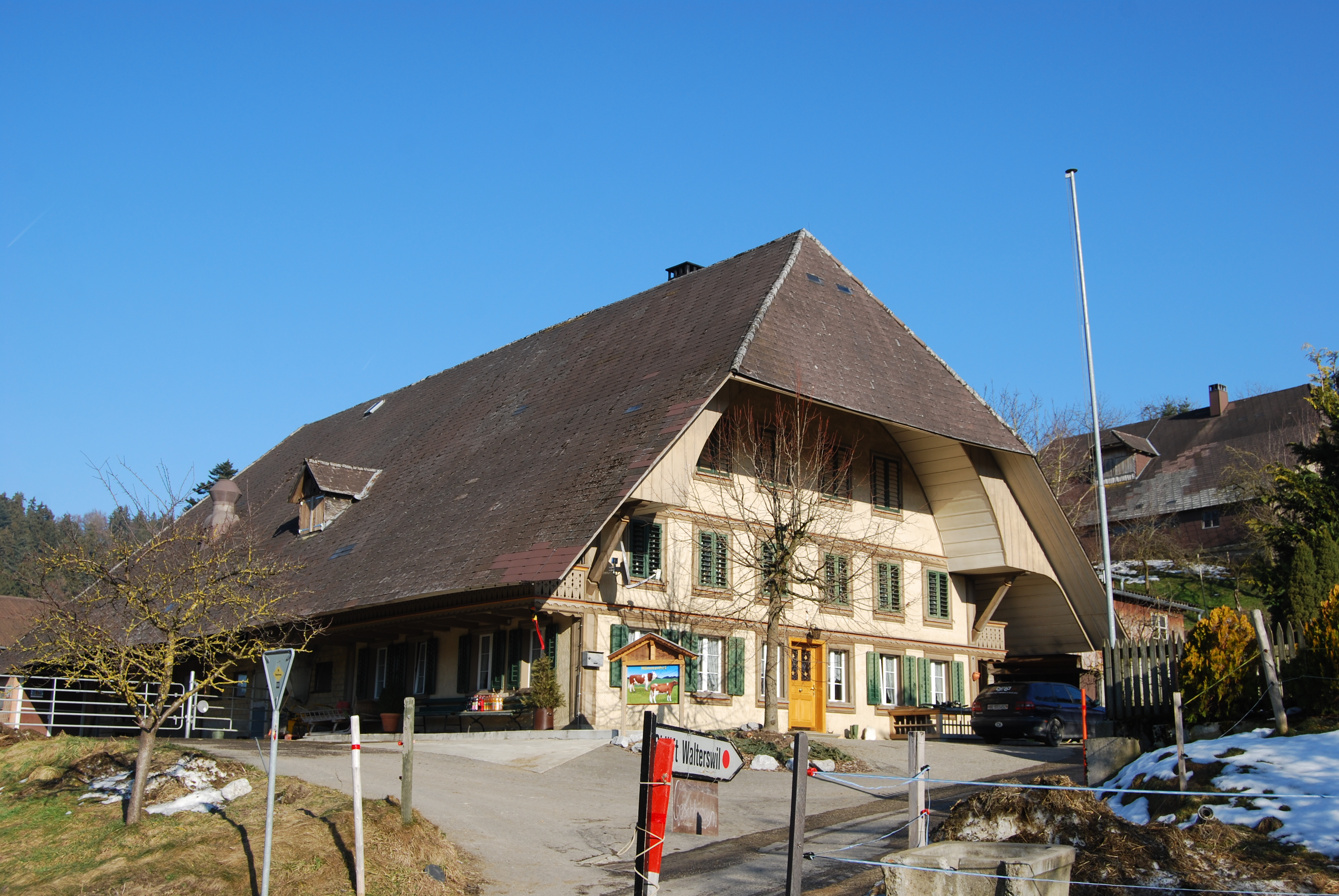
Hämmenhof
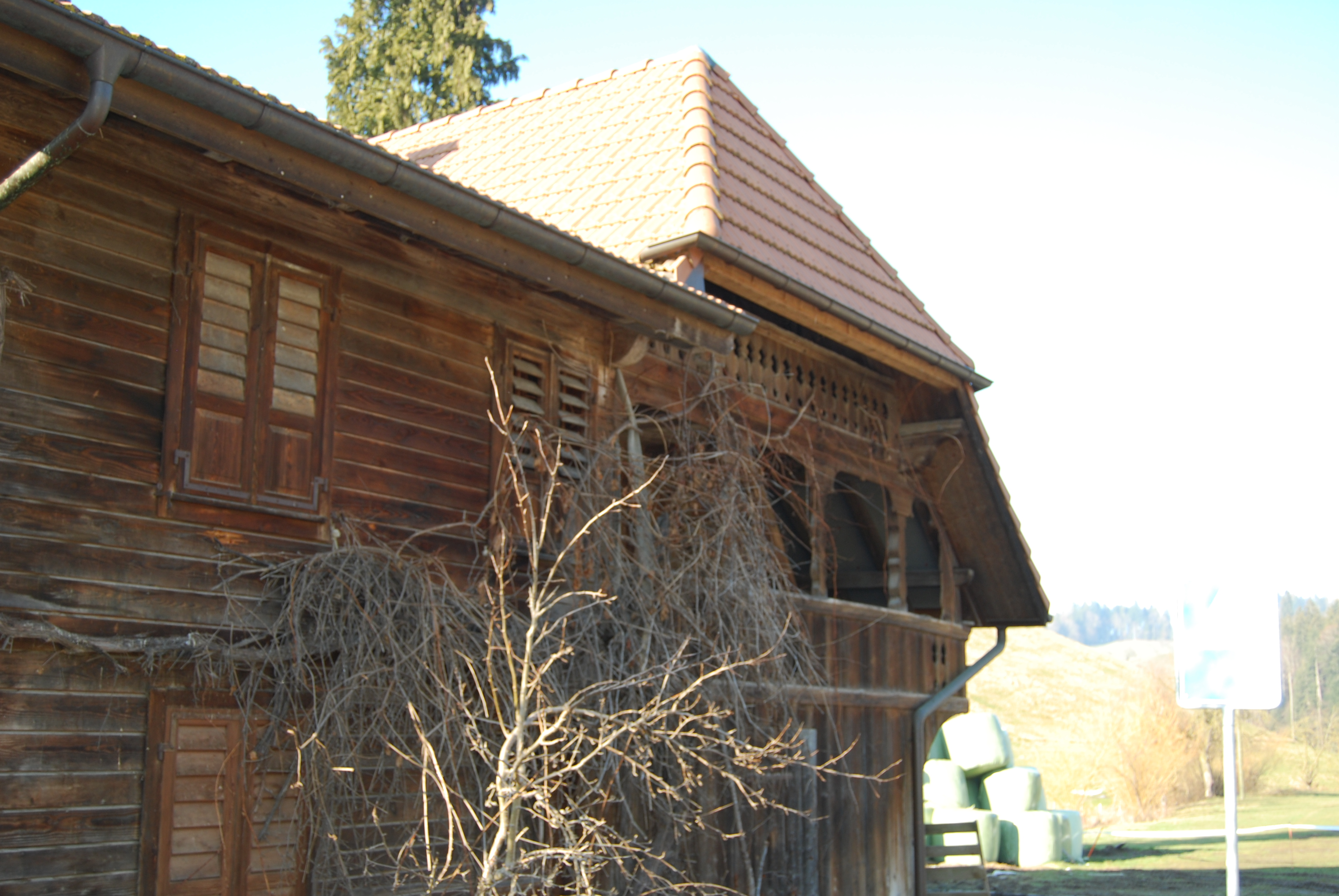
Historischer Getreidespeicher
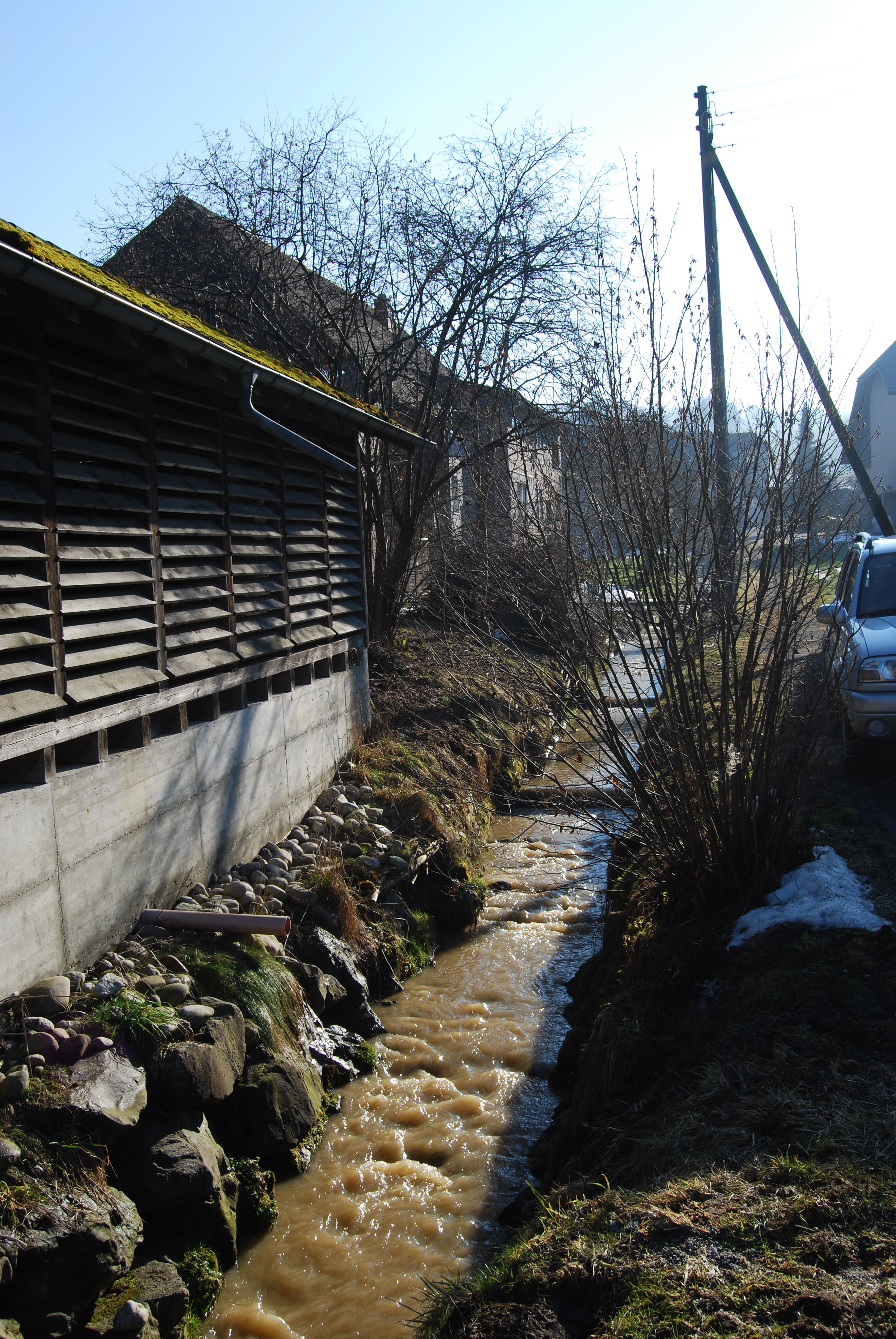
Walterswilerbach
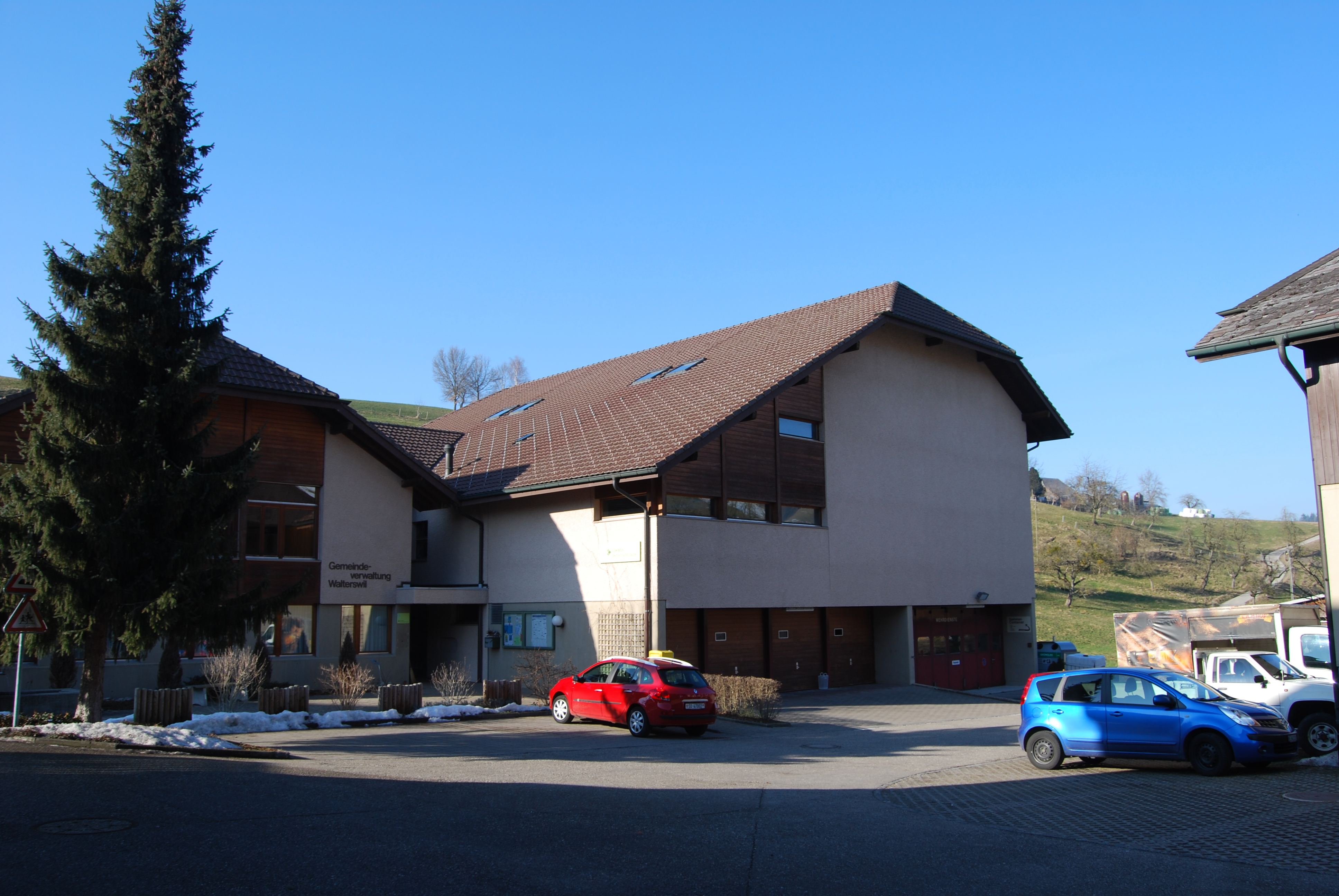
Gemeindehaus

## Persönlichkeiten
- Alfred Käser (1879–1924), Evangelist